# Gerbilliscus
Gerbilliscus (Thomas, 1897) è un genere di Roditori della famiglia dei Muridi.

## Descrizione

### Dimensioni
Al genere Gerbilliscus appartengono roditori di piccole e medie dimensioni, con lunghezza della testa e del corpo tra 102 e 190 mm, la lunghezza della coda tra 103 e 245 mm e un peso fino a 154 g.

### Caratteristiche craniche e dentarie
Il cranio presenta delle placche zigomatiche estese, due coppie di fori palatali, dei quali i due più interni sono relativamente corti e una bolla timpanica abbastanza rigonfia. Gli incisivi superiori sono attraversati ognuno da un solco longitudinale, tranne che nel sottogenere Gerbilliscus dove sono i solchi sono due.
Sono caratterizzati dalla seguente formula dentaria:

### Aspetto
Il corpo è tipico di quello dei gerbilli ma più robusto e con una testa grande e tozza, la pelliccia è spesso scura. Le orecchie sono lunghe. I piedi sono lunghi e sottili. Il palmo delle zampe anteriori è fornito di 5 cuscinetti scuri. La coda varia in lunghezza tra le varie specie e spesso termina con un ciuffo di peli. Le femmine hanno 3-4 paia di mammelle.

## Distribuzione
Si tratta di piccoli roditori terricoli e notturni diffusi nell'Africa subsahariana.

## Tassonomia
Il genere comprende 11 specie:
- Sottogenere Gerbilliscus - Due solchi longitudinali su ogni incisivo superiore.
  - Gerbilliscus boehmii
- Sottogenere Taterona - Un solco longitudinale su ogni incisivo superiore.
  - Gerbilliscus afra
  - Gerbilliscus brantsii
  - Gerbilliscus guineae
  - Gerbilliscus inclusus
  - Gerbilliscus kempi
  - Gerbilliscus leucogaster
  - Gerbilliscus nigricaudus
  - Gerbilliscus phillipsi
  - Gerbilliscus robustus
  - Gerbilliscus validus